# Hungry Music

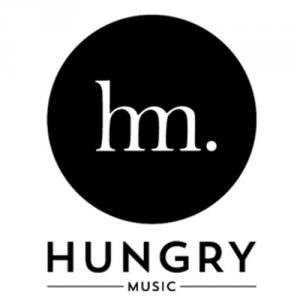
Logo de Hungry Music

Hungry Music est un label français de musique électronique créé en janvier 2013 à Aix-en-Provence, par les musiciens Worakls, N'to, Joachim Pastor. Le parti-pris des artistes à l'origine du label est de « produire le genre de musique qu'ils aiment, le genre de musique qui leur permettrait d'exprimer tout leur art, au-delà des frontières traditionnelles de la musique électronique ». Le label prône l'ouverture à différents genres musicaux, electro, jazz, pop, trip-hop.

## Historique

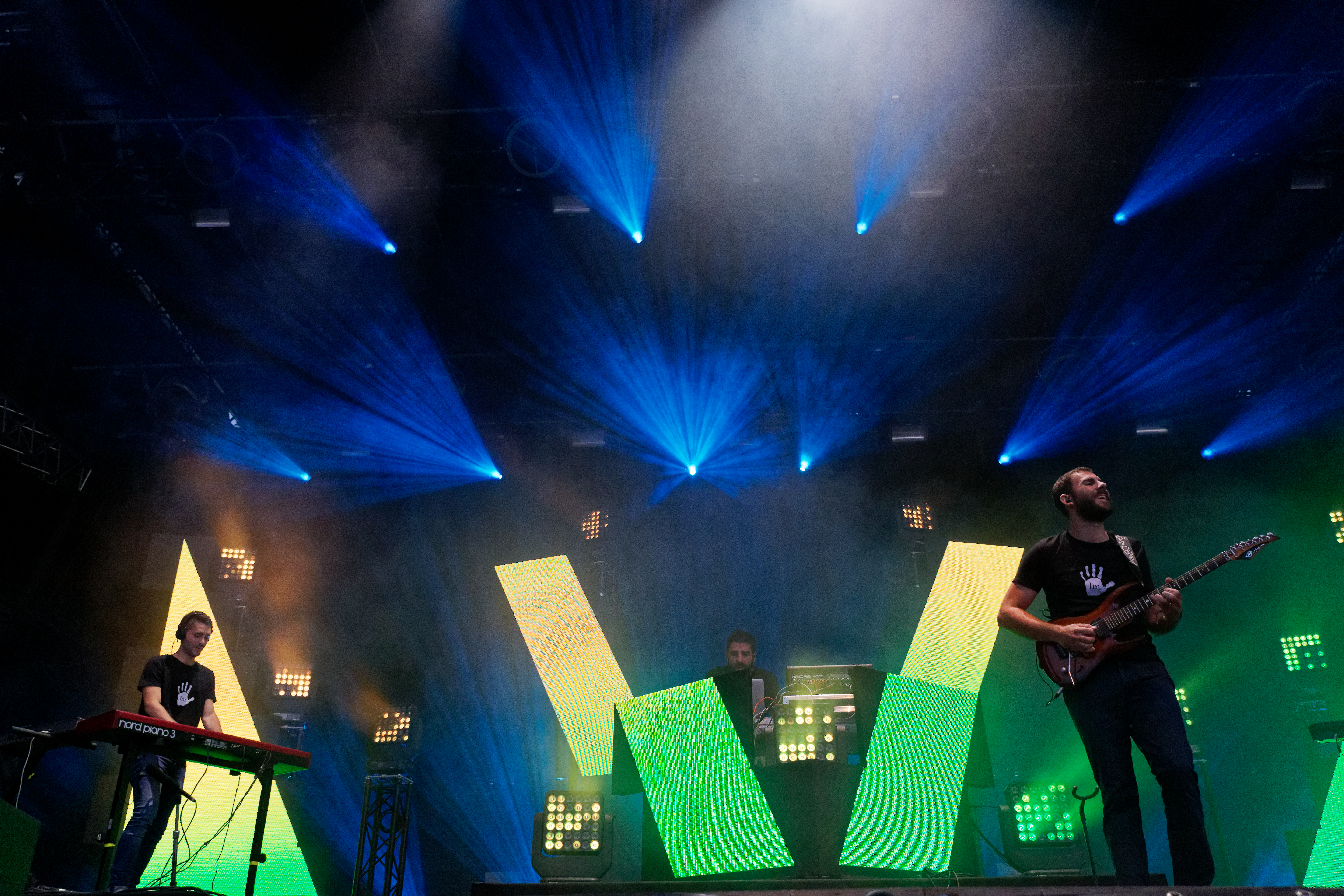
Les trois fondateurs du label en concert lors du festival des Vieilles Charrues 2018.

Hungry Music produit notamment ses trois membres fondateurs, Stereoclip qui les rejoint en 2017 et Joris Delacroix qui les rejoint en 2019.
En 2015, le label crée « Hungry Band », un spectacle associant les trois membres fondateurs. Cette année-là, Hungry Music est consacré meilleur label français par DJMag. La première tournée a lieu en 2015 et s'achève à Paris à l'Olympia. Les artistes membres du label participent ensuite à divers festivals, notamment en France, Allemagne, Turquie, Belgique, Espagne,.
En septembre 2018, le label fête son cinquième anniversaire en présentant à nouveau à l'Olympia une prestation de ses trois fondateurs sous le nom d'Hungry 5.
En 2019, le label publie le premier album solo de Worakls, qui associe musique électronique et musique orchestrale avec instruments classiques. Le dernier morceau de son album est fait avec la chanteuse Eivør Pálsdóttir. Worakls se lance alors dans une tournée à travers l'Europe avec vingt musiciens pour présenter son album avec le projet, Worakls Orchestra,,. 
En 2019, le site spécialisé Broadwayworld.com considère que le label Hungry Music est « l'un des noms les plus respectés de la musique électronique ».
Le 19 juin 2020 le label annonce le départ de deux de ses membres : N'to et Joachim Pastor. N'to rejoint la maison de disque Allpoints France dans laquelle il prépare son premier album solo. Joachim Pastor a quant à lui rejoint Armada Music. Il y dira « prendre son envol »,
En 2021, le label Hungry Music sort un album de remixes issus de l'album Orchestra de Worakls.